# Kulur (Temon)
Kulur is een bestuurslaag in het regentschap Kulon Progo van de provincie Jogjakarta, Indonesië. Kulur telt 2433 inwoners (volkstelling 2010).